# Hành Sách
Hành Sách (zh. 行策, 1628-1682), cũng được gọi là Hành Sách Đại sư, là Thiền sư Trung Quốc thuộc tông Lâm Tế, nối pháp Thiền sư Nhược Am Thông Vấn dòng Khánh Sơn. Ông sống vào cuối đời Minh và đầu đời Thanh, quê tại Nghi Hưng, Giang Tô. Người đời tôn xưng ông là vị Tổ thứ 10 của Tịnh Độ Tông Trung Quốc (Liên Tông Thập Tổ). 

## Tiểu sử
Ông họ Tưởng,  tự Triệt Lưu, cha ông là Tưởng Toàn Xương, một người tinh thông về cả Nho lẫn Phật, sinh thời cha ông và Thiền sư Hám Sơn Đức Thanh là bạn thân. Sau khi Thiền sư Hám Sơn mất được ba năm, một hôm cha ông nằm mộng thấy Hám Sơn chống tích trượng đi vào nhà, và cũng ngay trong đêm ngày hôm đó mẹ ông lâm bồn sinh ra ông. Do nhân duyên đặc biệt này mà cha ông đặt cho ông hiệu là Mộng Hám (tức là nằm mộng thấy ngài Hám Sơn).
Lớn lên thì cha mẹ ông lần lượt qua đời, ông thấu rõ vô thường bèn xuất gia và trở thành đệ tử của Thiền sư Nhược Am Thông Vấn tại chùa Lý An, Vũ Lâm vào năm 23 tuổi. Ông tinh tấn tham Thiền trong năm năm được tỏ ngộ, thấu triệt tông chỉ.
Sau, ông trụ trì ở chùa Báo Ân và được bạn đồng môn là Thiền sư Am Anh khuyên tu Tịnh Độ. Đồng thời ông cũng cùng Pháp sư Tiều Thạch ở Tiền Đường tham cứu về Thiên Thai Tông và tu Pháp Hoa tam muội.
Năm Khang Hi thứ 2 (1663), ông cất am Liên Phù ở bờ sông Tây khê chỗ chân núi Pháp Hoa tại Hàng Châu để chuyên tu Tịnh Độ.
Năm Khang Hi thứ 9 (1670), ông trụ trì tại chùa Phổ Nhân trên núi Ngu Sơn và nỗ lực phục hưng Tịnh Độ tông, người đến theo học rất đông.
Ngày mùng 9 tháng 7 năm Khang Hi thứ 21 (1682), ông thị tịch, thọ 55 tuổi.

## Tác phẩm
Các tác phẩm do ông để lại bao gồm:
- Kim Cương Kinh Sớ Kí Hội Biên, 10 quyển
- Khuyến Phát Chân Tín Văn
- Khởi Nhất Tâm Tinh Tiến Niệm Phật Thất Kì Qui Thức
- Bảo Kính Tam Muội Bản Nghĩa
- Lăng Nghiêm Kinh Thế Chí Viên Thông Chương